# Драгословень (Совежа, Вранча)
Драгословень, Драгословені (рум. Dragosloveni) — село у повіті Вранча в Румунії. Адміністративний центр комуни Совежа.
Село розташоване на відстані 179 км на північ від Бухареста, 52 км на північний захід від Фокшан, 146 км на південний захід від Ясс, 123 км на північний захід від Галаца, 90 км на північний схід від Брашова.

## Населення
За даними перепису населення 2002 року у селі проживали 1570 осіб, з них 1568 осіб (99,9%) румунів. Рідною мовою 1568 осіб (99,9%) назвали румунську.